# Цада
Цада́ — село в Хунзахском районе республики Дагестан.
Образует сельское поселение село Цада как единственный населённый пункт в его составе.

## Этимология
В переводе с аварского название села означает «в огне».

## География
Село Цада расположено на Хунзахском плато, в 5 км к северу от районного центра — села Хунзах.

## Население
| 1888 | 1895 | 1926 | 1939 | 1970 | 1989 | 2002 |
| ---- | ---- | ---- | ---- | ---- | ---- | ---- |
| 177  | ↗189 | ↘185 | ↗240 | ↘212 | ↗384 | ↘367 |
| 2010 | 2014 | 2015 | 2016 | 2017 | 2018 | 2019 |
| ↘185 | ↗188 | →188 | ↗192 | ↘190 | ↘164 | ↗171 |
| 2020 | 2021 | 2023 | 2024 | 2025 |      |      |
| ↗176 | ↗431 | ↗442 | ↗446 | ↗453 |      |      |

В 1886 году в Цада проживало 173 человека.

## Культура

### Достопримечательности
- Мемориал «Белым журавлям»[22].
- Дом-музей Гамзата Цадасы и Расула Гамзатова.

### Спорт
- Республиканский турнир по волейболу памяти Гаджи Курамагомедова (с 2007 года)[23][24].

### Образование
- Детский сад «Журавлёнок».
- Цадинская начальная школа.

## Известные уроженцы
- Гамзат Цадаса́ (1877—1951) — аварский советский поэт, государственный деятель. Народный поэт Дагестанской АССР (1934). Лауреат Сталинской премии второй степени (1951). Отец Расула Гамзатова и Гаджи Гамзатова.
- Расу́л Гамза́тович Гамза́тов (авар. Расул XIамзатов; 8 сентября 1923 — 3 ноября 2003) — выдающийся советский и российский поэт, публицист и политический деятель. Народный поэт Дагестанской АССР (1959). Герой Социалистического Труда (1974). Лауреат Ленинской (1963) и Сталинской премии третьей степени (1952). Член ВКП(б) с 1944 года[25].
- Гаджи Гамзатович Гамзатов (5 мая 1926 — 6 октября 2011) — советский и российский учёный, доктор наук по филологии, профессор, академик — действительный член Российской академии наук (c 26 мая 2000 года).